# Taktisches Luftwaffengeschwader 33
Il Taktisches Luftwaffengeschwader 33 (TaktLwG 33), precedentemente noto come Jagdbombergeschwader 33 (JaBoG 33), è uno stormo da interdizione della Luftwaffe (Bundeswehr), costituito a Büchel (Büchel) il 1º luglio 1958.
Presso la base aerea di Büchel, sede dello stormo, sono presenti alcune testate nucleari americane di tipo B61.

## Scopo
La missione dell TaktLwG 33 comprende, tra le altre cose, l'interdizione aerea (Air Interdiction), la lotta contro le forze aeree nemiche a terra (Offensive Counter Air) e il supporto aereo ravvicinato. Ciò include i preparativi per creare forze di reazione rapidamente dispiegabili, il dispiegamento di personale per le operazioni in corso, la partecipazione ad esercitazioni nazionali e NATO e la gestione delle emergenze.
Esso è l'unico stormo della Luftwaffe e l'unico mezzo di partecipazione nucleare della Germania.

## Storia
L'aeroporto di Büchel fu costruito dalle forze armate francesi tra il 1954 e il 1955. A quel tempo Büchel si trovava nella zona di occupazione francese. Poco dopo il suo completamento, l'aerodromo fu consegnato all'Ufficio federale del demanio e il 13 agosto 1955 all'amministrazione della Bundeswehr. I primi 250 soldati tedeschi si trasferirono nella base di Büchel il 15 agosto 1955.

### Waffenschule della Luftwaffe (1956–1958)
Il 13 novembre 1956 fu fondata a Fürstenfeldbruck la Waffenschule Luftwaffe 30, ovvero una scuola di volo, come prima unità aeronautica della nuova Luftwaffe e dall'ottobre 1957 si trasferì a Büchel. Il primo commodoro fu il maggiore Walter Krupinski.
Alla scuola vennero assegnati 75 esemplari di F-84F Thunderstreak di fabbricazione statunitense. Alla fine di ottobre all'aeroporto di Büchel erano presenti 72 F-84F, tre Lockheed T-33A e due North American T-6 Texan. Il compito principale della Waffenschule 30 era quello di addestrare il personale per un futuro stormo equipaggiato con cacciabombardieri. Oltre ai piloti veniva formato il personale tecnico.
L'era della Waffenschule 30 finì il 30 giugno 1958 quando venne istituito a Büchel il Jagdbombergeschwader 33 (JaBoG 33). Il nuovo stormo venne ufficialmente subordinato alla NATO nel dicembre dello stesso anno.

### Jagdbombergeschwader 33 (1958–2013)
Il 23 marzo 1959 i piloti dello JaboG 33 avevano già compiuto la 10.000esima ora di volo. Sempre nel 1959, lo stormo si trasferì per la prima volta all'estero: quasi l'intero JaboG 33 volò a Bandirma, in Turchia, nel maggio 1959 per quasi quattro settimane. Alla fine di settembre 1959 i lavori di ampliamento della pista di Büchel furono terminati in modo da consentire l'esercizio completo del volo. Il 3 giugno 1960 la Luftwaffe organizzò a Büchel una grande giornata di volo, che fu accolta molto bene dalla popolazione. Quel giorno presenziarono alla base aerea anche le forze armate americane e italiane. Pochi mesi più tardi, verso la fine del 1960, il JaboG 33 si trasferì per la prima volta a Decimomannu, in Sardegna. Nel dicembre dell'anno precedente fu firmato un accordo tra Italia, Canada e Germania Ovest che disciplinava l'utilizzo della base aerea e dei poligoni di tiro ad essa associati. L'arrivo dello stormo tedesco segnò l'inizio dei vari dispiegamenti NATO nella base sarda.
Nel 1961 a Brauheck, uno dei quattro distretti della città di Cochem, furono costruiti gli alloggi per i soldati del JaboG 33. Questa parte di Cochem fu ricostruita proprio per questo scopo.

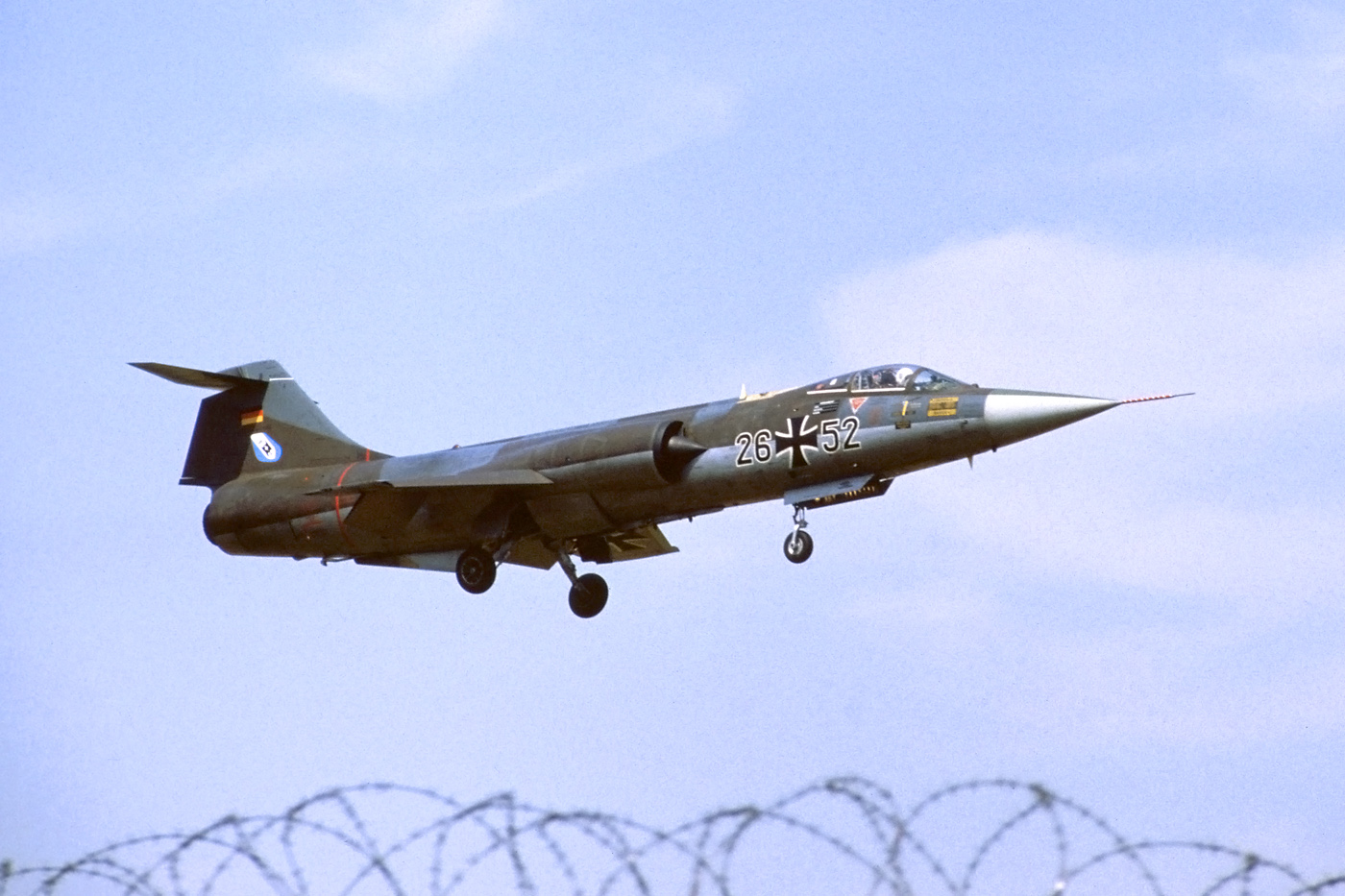
Un Lockheed F-104G Starfigher del JaBoG 33 in fase di atterraggio alla RAF Greenham Common, luglio 1983.

Nell'agosto del 1962, lo stormo fu convertito al nuovo Lockheed F-104G Starfighter.
Nel 1982 il JaboG 33 raggiunse le 200.000 ore di volo con lo Starfighter, diventando fino a quel momento il maggior numero di ore di volo su questo tipo di aereo al mondo. Un totale di circa 231.900 ore di volo vennero effettuate sull'F-104G prima che venisse dismesso il 30 maggio 1985.
Nel 1985 lo stormo venne equipaggiato con i nuovi Panavia Tornado IDS. Il 3 settembre 1999 venne effettuata la 100.000esima ora di volo sul Tornado.
Gli squadroni di veicoli a motore e di rifornimento vennero fusi il 1 aprile 2013 e da allora formano lo squadrone di rifornimento e trasporto (in tedesco: Nachschub- und Transportstaffel). Fino a quel momento il JaboG 33 era l'ultimo stormo della Luftwaffe ad averlo ancora in forma separata. A questo proposito, anche lo squadrone di sicurezza venne riorganizzato nel primo e nel secondo squadrone di sicurezza “S”.

### Taktisches Luftwaffengeschwader 33 (2013–oggi)
Nell'ambito del riallineamento della Bundeswehr, il Jagdbombergeschwader 33 (JaboG 33) venne ribattezzato Taktisches Luftwaffengeschwader 33 (TaktLwG 33) il 1° ottobre 2013. Il 18 aprile 2019, il 33° Stormo della Luftwaffe raggiunse il traguardo delle duecentomila ore di volo con il Panavia Tornado.

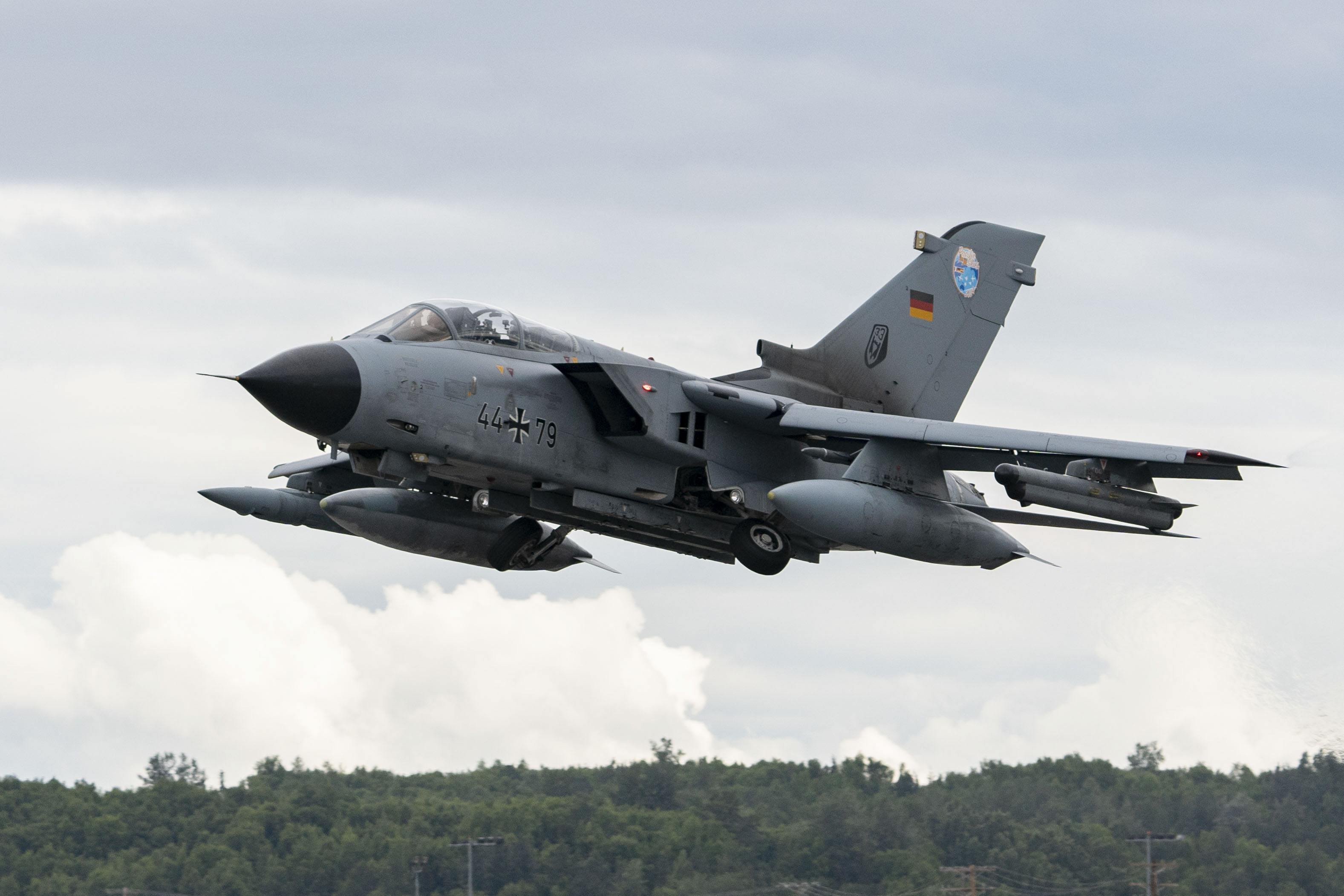
Un Panavia Tornado del TaktLwG 33 decolla dalla base congiunta Elmendorf-Richardson, Alaska, 1 luglio 2024.

Nell'ambito dell'operazione Inherent Resolve, lo squadrone effettuò voli di ricognizione nel conflitto siriano e nel nord dell'Iraq dal gennaio 2016 al marzo 2020. Sono stati completati circa 2.500 voli di ricognizione con 7.500 ore di volo. Lo stormo volò per la prima volta da Incirlik, in Turchia. Dopo una disputa con il governo turco sui diritti di visita dei rappresentanti tedeschi ai soldati della Bundeswehr a Incirlik, lo stormo venne spostato nella base giordana di Muwaffaq Salti.
Nel 2024 un Panavia Tornado (43+92) del TaktLwG 33 venne colorato con una speciale livrea in occasione del 50esimo anniversario del primo volo del velivolo di fabbricazione anglo-italo-tedesca. L'aereo, soprannominato "Anniversary Tornado" venne poi esposto all'edizione del 2024 della mostra internazionale dell'aeronautica e dello spazio di Berlino.

## Testate nucleari
Fino a 44 testate nucleari possono essere immagazzinate in speciali bunker nella base aerea di Büchel. Il TaktLwG 33 è l'unica unità aerea dell'aeronautica tedesca addestrata all'uso di queste armi nell'ambito della condivisione nucleare. Tuttavia, le armi nucleari sono sotto il controllo dei soldati statunitensi. Nella base aerea si trovano diversi squadroni della US Air Force tra cui il 702 Munitions Support Squad (702 MUNSS), che sorvegliano i depositi di armi speciali in collaborazione con il 1º e il 2º squadrone di sicurezza dell'aeronautica tedesca.

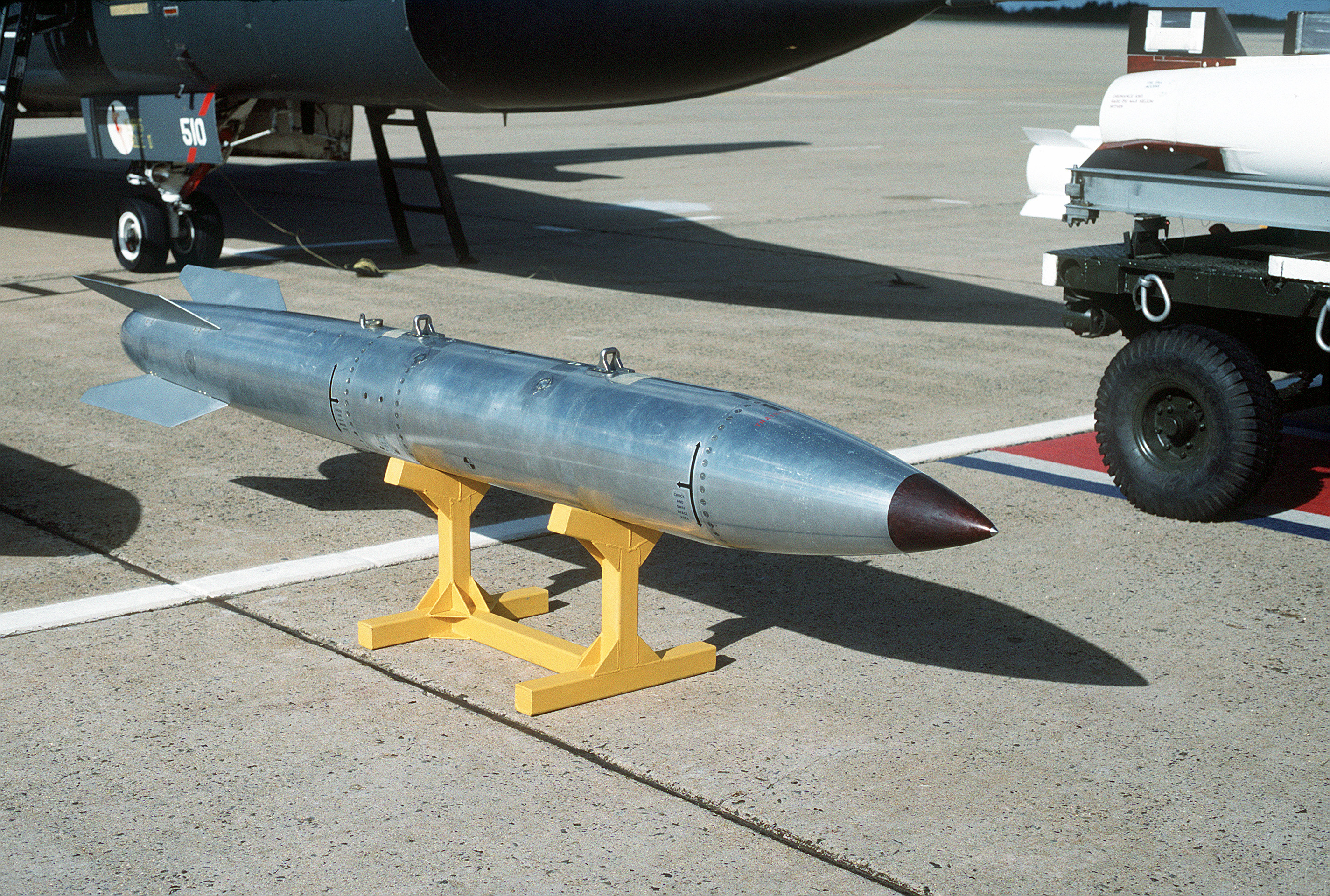
Una testata nucleare di tipo B61, simile a quelle presenti nella base aerea di Büchel.

Nel 2008, la Federation of American Scientists (FAS) riferì che, secondo uno studio interno dell’aeronautica americana, molti impianti di stoccaggio di armi nucleari non soddisfano gli standard minimi di sicurezza del Dipartimento di Difesa americano. Si dice che ciò includa, tra le altre cose, la base aerea di proprietà della Bundeswehr di Büchel. L'istituto stima che attualmente in questo luogo si trovino da dieci a venti bombe nucleari B61. Come prima risposta, l’esercito statunitense prevede di distribuire armi nucleari in un minor numero di località in Europa.
La Luftwaffe prevede di avere almeno quarantasei Tornado pronti per il compito di condivisione nucleare entro il 2025.

## Struttura
Il Taktisches Luftwaffengeschwader 33 è un'unità subordinata al Luftwaffentruppenkommando (in italiano: Comando dell'Aeronautica Militare). Il comandante dello stormo è al comando di tre gruppi:
- Il Fliegende Gruppe (FlgGrp) è composto dal personale, dallo squadrone delle operazioni di volo (FlBetrStff) e dai due squadroni volanti con un inventario di 47 velivoli (al 2014).
- Il Technische Gruppe (TGrp), insieme al personale, allo squadrone manutenzione/armi, riparazione, elettronica e rifornimento/trasporto, è responsabile della manutenzione e riparazione dell'aereo nonché del rifornimento. Una particolarità di questo gruppo è il laboratorio di formazione, fondato nel 1962. Forma meccanici aeronautici e, dal 1983, tecnici elettronici per dispositivi e sistemi (EGS). Il laboratorio di formazione è la più grande azienda di formazione del distretto di Cochem-Zell.
- Il Taktisches Luftwaffengeschwader 33 è l'unica unità della Luftwaffe che dispone ancora di un gruppo di basi aeree, in tedesco detto Fliegerhorstgruppe (FlgHGrp). Questo è composto dallo stato maggiore del gruppo e dal 1° e 2° squadrone di sicurezza dello stormo.

## Comandanti
Lista dei comandanti del JaBoG 33 o TaktLwG 33 e relativa data di assunzione del comando:
1. Oberst Walter Krupinski: 1° luglio 1958;
2. Oberst Georg Wroblewski: 28 dicembre 1962;
3. Oberst Kurt Stöcker: 1° dicembre 1966;
4. Oberst Günter Lutz: 1° ottobre 1970;
5. Oberst Hans-Peter Schulzen: 1° ottobre 1974;
6. Oberst Dieter Stephan: 1° ottobre 1978;
7. Oberst Johannes Glowka: 1° gennaio 1981;
8. Oberst Helmut Borchers: 1° ottobre 1984;
9. Oberst Detlef Schulte-Bisping: 1° gennaio 1989;
10. Oberst Wolfgang Kuhlen: 17 marzo 1992;
11. Oberst Ulrich Rapreger: 1° aprile 1994;
12. Oberst Lothar Schmitt: 1° ottobre 1995;
13. Oberst Harry Schnell: 1999;
14. Oberst Helmut Schütz: 2000;
15. Oberst Martin Schelleis: 19 marzo 2002;
16. Oberst Olaf von Roeder: 2003;
17. Oberst Christoph Pliet: 2006;
18. Oberst Jan Kuebart: 2008;
19. Oberst Andreas Korb: 28 luglio 2011;[11]
20. Oberst Holger Radmann: 19 novembre 2015;[12]
21. Oberst Thomas Schneider: 3 luglio 2018;[13]
22. Oberst Samuel Mbassa: 2 agosto 2023.[14]

## Aeromobili utilizzati
- Republic F-84F Thunderstreak
- Lockheed T-33A T-Bird
- Piaggio P.149D Nasenbär
- North American T-6 Texan
- Lockheed F-104G Starfighter
- Dornier Do 28D
- Panavia Tornado IDS

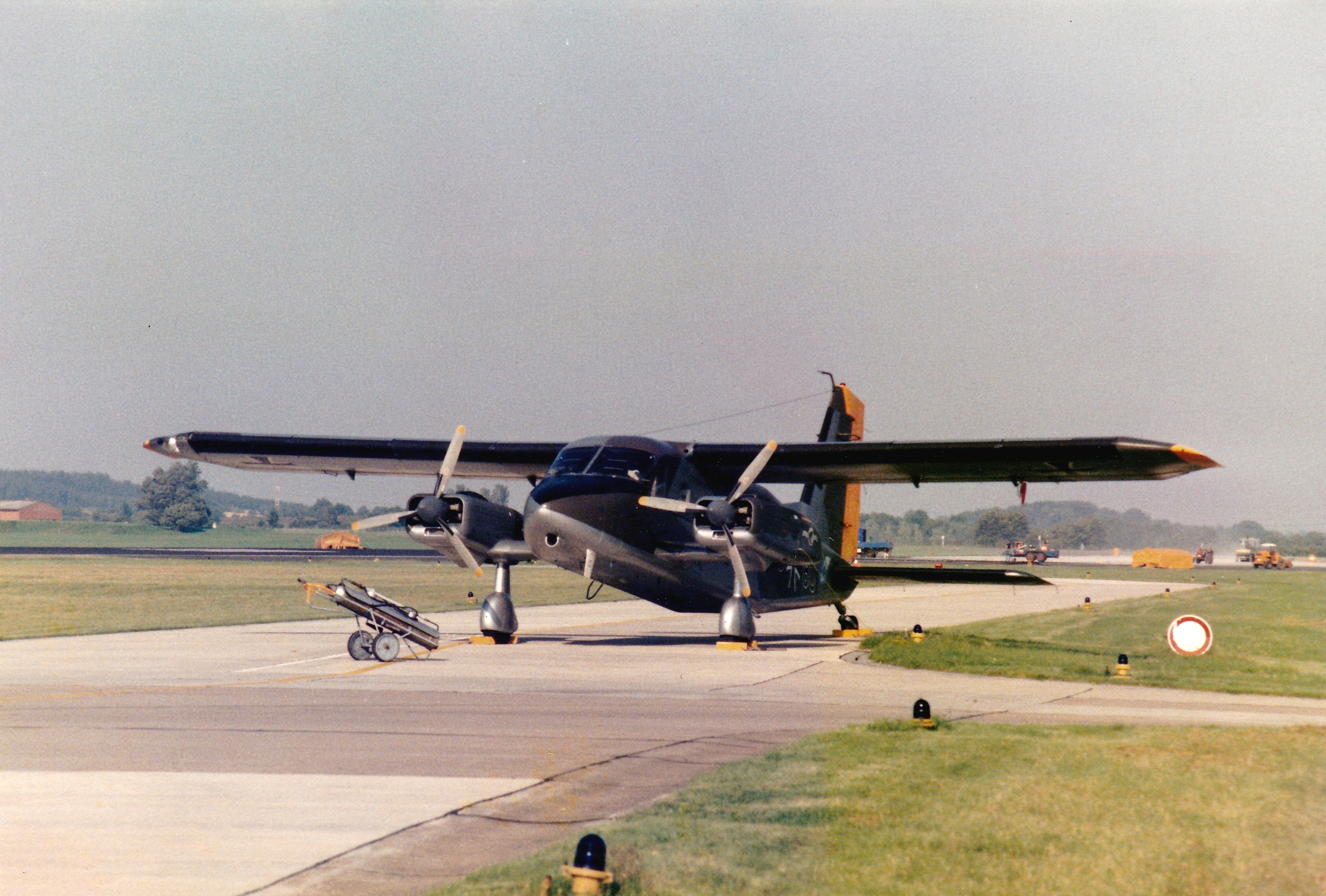
Un Dornier Do 28D Skyservant del JaBoG 33 presso la base aerea di Schleswig, agosto 1985.

- Lockheed Martin F-35A (in programma)

## Incidenti
La sera del 16 gennaio 2014 un Tornado (44+02) tedesco del TaktLwG 33 si schiantò durante un'esercitazione notturna durante la fase d'atterraggio vicino a Laubach, comune situato nei pressi dell'aeroporto di Büchel, vicino all'incrocio con l'autostrada 48. Sia il pilota che il navigatore si eiettarono con successo riportando lievi ferite.

## Galleria d'immagini

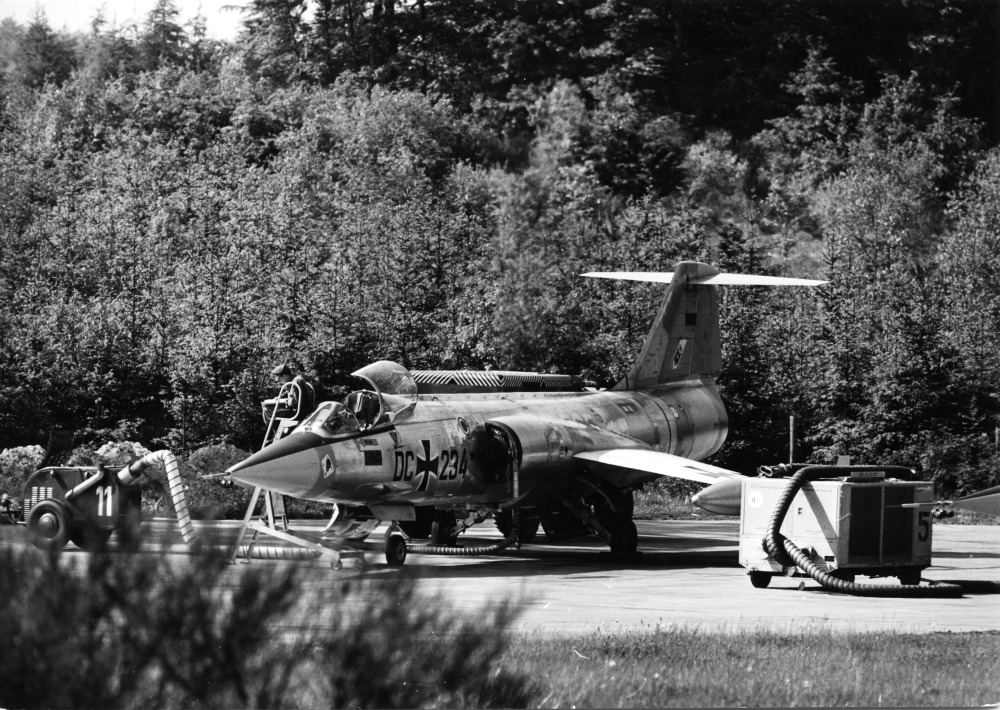
Un Lockheed F-104G del JaBoG 33 a Büchel nel 1967.
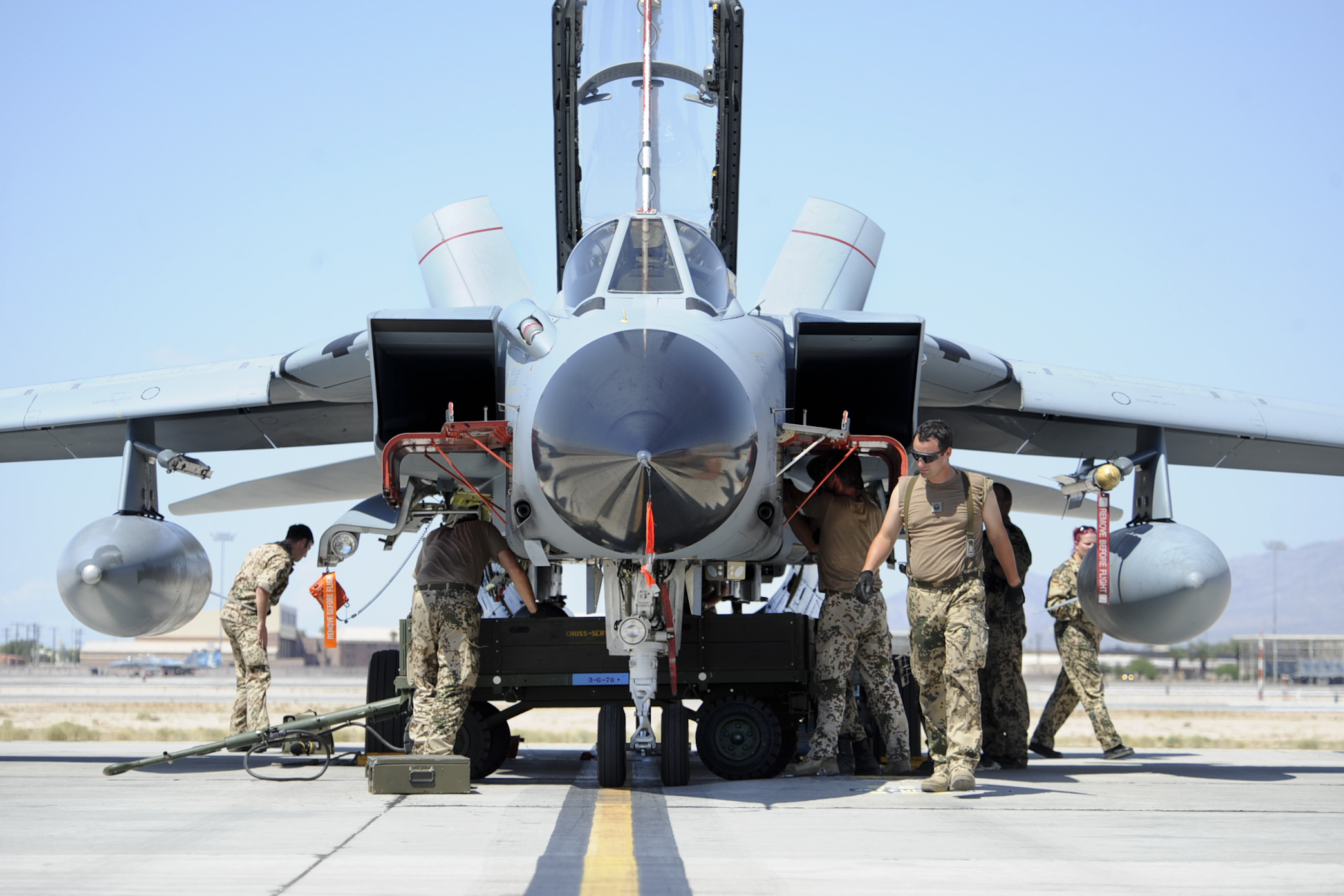
Un Panavia Tornado del TaktLwG 33 sotto ispezione post-volo durante l'esercitazione congiunta "Green Flag-West 13-10", Nellis Air Force Base, Nevada, settembre 2013.
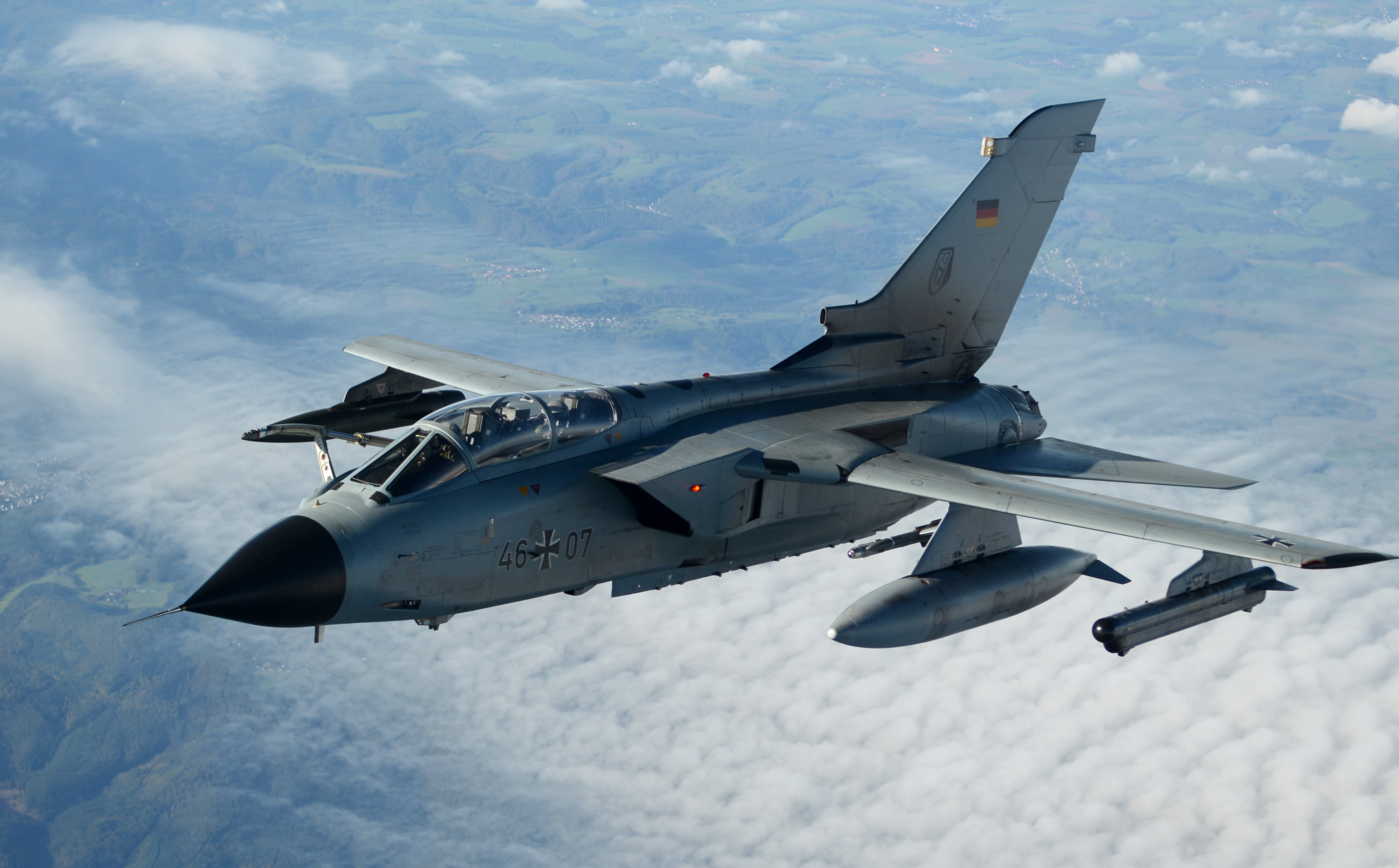
Un Panavia Tornado del TaktLwG 33 fotografato da un Boeing KC-135R Stratotanker statunitense dopo aver effettuato rifornimento aereo sopra i cieli della Germania, ottobre 2014.
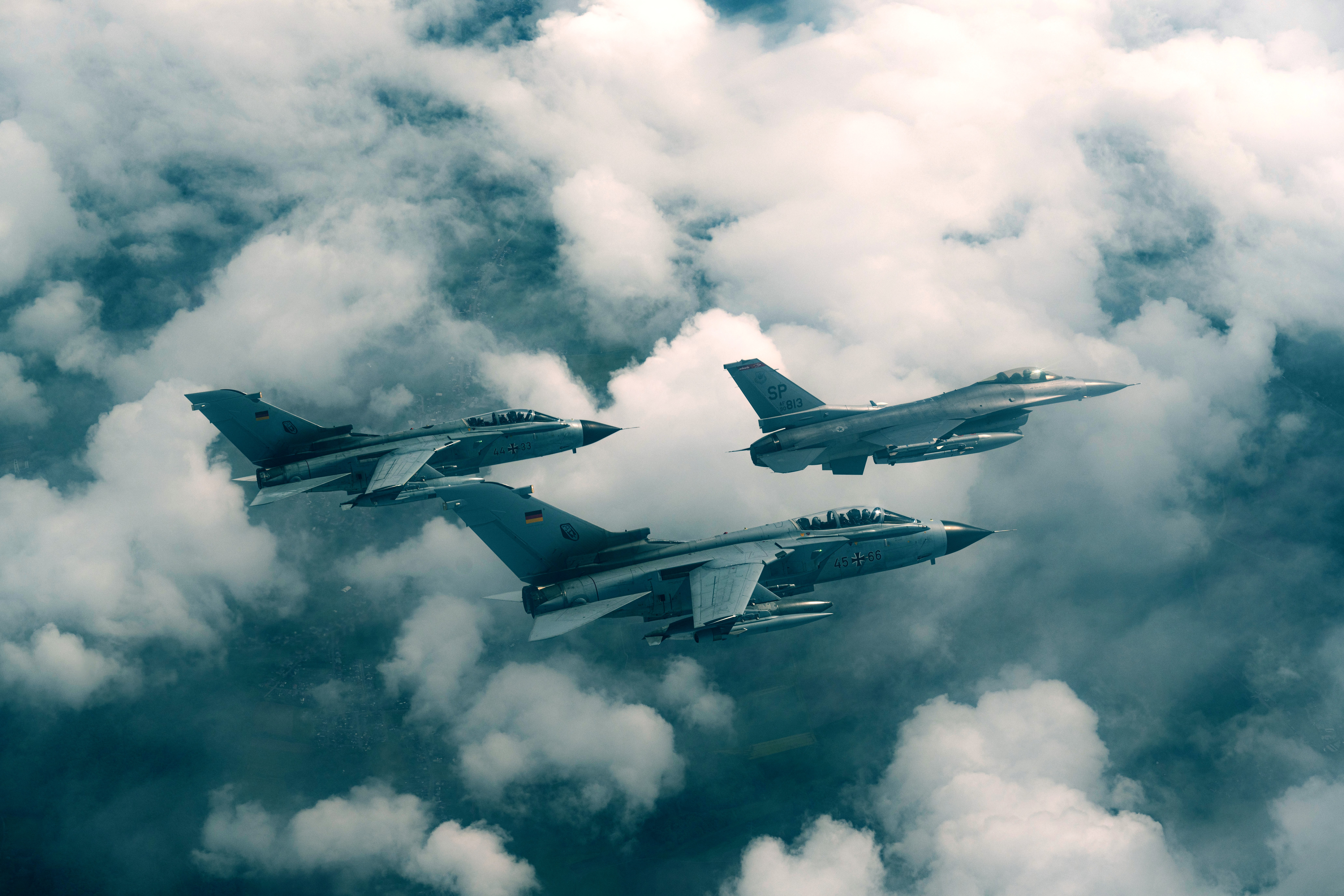
Due Panavia Tornado del TaktLwG 33 in volo insieme ad un F-16C Falcon del 52nd Fighter Wing, maggio 2023.
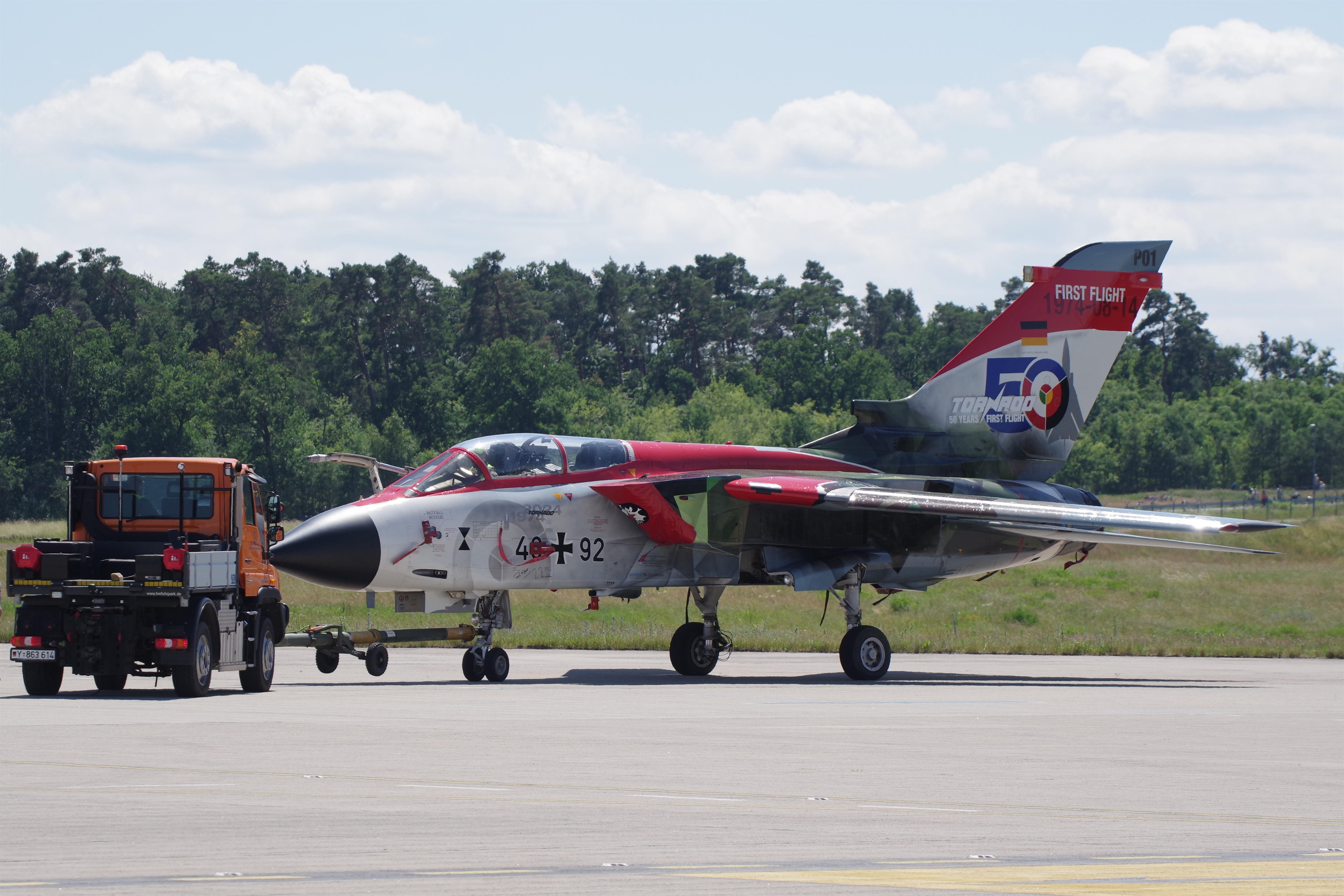
Un Panavia Tornado del TaktLwG 33 con livrea speciale in occasione per il 50º anniversario dal primo volo, giugno 2024.